# آغوان واردانیان
آغوان آرشاویری واردانیان (ارمنی: Աղվան Արշավիրի Վարդանյան؛ زادهٔ ۷ اکتبر ۱۹۵۸) سیاست‌مدار و روزنامه‌نگار اهل ارمنستان است که از تاریخ ۱۱ ژوئن ۲۰۰۳ تا تاریخ ۲ ژوئن ۲۰۰۸ در دولت آندرانیک مارگاریان و دولت اول سرژ سارگسیان سمت وزیر کار و تأمین اجتماعی ارمنستان را برعهده داشت. واردانیان همچنین نماینده دوره‌های دوم، پنجم و ششم مجلس ملی جمهوری ارمنستان بوده‌است.

## زندگی‌نامه
در ۷ اکتبر ۱۹۵۸ در گومور به دنیا آمد و در بین سال‌های ۱۹۷۷–۱۹۸۲ در دانشکده فلسفه دانشگاه دولتی ایروان تحصیل نموده‌است. وی برنده جوایزی همچنین مدال قدردانی و نشان آنانیا شیراکاتسی شده‌است.